# Agrotis telifera
Agrotis telifera är en fjärilsart som beskrevs av Harris 1841. Agrotis telifera ingår i släktet Agrotis och familjen nattflyn. Inga underarter finns listade i Catalogue of Life.